# Karlheinz Stierle
Karlheinz Stierle  (* 22. November 1936 in Stuttgart) ist deutscher Romanist und Literaturwissenschaftler.

## Leben
Stierle besuchte die Volksschule in Stuttgart und Heidelberg, um anschließend am Wirtschaftsgymnasium Heidelberg 1956 sein Abitur abzulegen. Danach studierte er Germanistik, Romanistik, Anglistik und Philosophie an der Universität Heidelberg, in Montpellier, in Münster und in Gießen. 
1963 dissertierte er in Gießen bei Hans Robert Jauß mit der Arbeit Dunkelheit und Form in den Chimères von Gérard de Nerval und wurde in weiterer Folge Assistent bei seinem Doktorvater. Ihm folgte er 1966 auch an die neugegründete Universität Konstanz. Von 1964 an nahm er bereits an den Konferenzen der Forschergruppe Poetik und Hermeneutik teil. 1968 habilitierte er sich in Konstanz. 
Von 1969 bis 1988 war er Professor für Romanische Philologie und Allgemeine Literaturwissenschaft an der Ruhr-Universität Bochum und lehnte in dieser Zeit mehrere Rufe ab (Universität Bielefeld, Universität Amsterdam, Freie Universität Berlin). 1988 erging an ihn der Ruf, seinem Doktorvater Hans Robert Jauß auf den Lehrstuhl für Romanische Literaturen und Allgemeine Literaturwissenschaft an der Universität Konstanz nachzufolgen, den er bis zu seiner Emeritierung im Jahre 2004 innehatte.
Seine Forschungsinteressen sind die  Formgeschichte der französischen und italienischen Literatur, Historische Semantik, eine auf der Theorie der Sprachhandlung begründete systematische Literaturwissenschaft, Dante und Petrarca zwischen Mittelalter und Renaissance, Paris-Literatur sowie Moralistik.

## Publikationen (Auswahl)
- Dunkelheit und Form in Gérard de Nervals „Chimères“. Fink, München 1967.
- Text als Handlung. Perspektiven einer systematischen Literaturwissenschaft. Fink, München 1975 (erw. Neuauflage 2012).
- Petrarcas Landschaften. Zur Geschichte ästhetischer Landschaftserfahrung. Scherpe, Krefeld 1979.
- Der Mythos von Paris. Zeichen und Bewußtsein der Stadt. Hanser, München 1993 (Tb.-Ausg.: dtv 1998; erw. Neuausg. Suhrkamp, Berlin 2021).
- Ästhetische Rationalität. Kunstwerk und Werkbegriff. Fink, München 1997.
- Petrarca. Fragmente eines Selbstentwurfs. Hanser, München 1998.
- Francesco Petrarca. Ein Intellektueller im Europa des 14. Jahrhunderts. Hanser, München 2003.
- Das große Meer des Sinns. Hermenautische Erkundungen in Dantes „Commedia“. Fink, München 2007.
- Zeit und Werk. Prousts „À la recherche du temps perdu“ und Dantes „Commedia“. Hanser, München 2008.
- Petrarca-Studien. Winter, Heidelberg 2012.
- Dante Alighieri. Dichter im Exil, Dichter der Welt. Beck, München 2014.
- Pariser Prismen. Zeichen und Bilder der Stadt. Hanser, München 2016.
- Montaigne und die Moralisten. Klassische Moralistik, moralistische Klassik. Fink, München 2016.

## Mitgliedschaften und Ehrungen
- seit 1989 Ordentliches Mitglied der Academia Europaea
- seit 1995 Mitglied der Heidelberger Akademie der Wissenschaften
- 2003–2005 Vorsitzender des Deutschen Romanistenverbands
- 2003–2009 Membre du comité international scientifique et stratégique du Collège de France
- 2003–2014 Mitglied des Preiskomitees der Balzan-Stiftung
- 2005 Wahl zum Korrespondierenden Mitglied der Académie des sciences morales et politiques des Institut de France
- 2008 Ernennung zum Honorarprofessor an der Universität des Saarlandes
- 2009 Aufnahme als socio straniero in die Accademia Nazionale dei Lincei
- 2010 Ernennung zum Ehrenmitglied der Società dantesca italiana
- 2014 Ernennung zum Commendatore dell' ordine "Al merito della Repubblica Italiana"
- 2016 Ernennung zum Commandeur dans l'Ordre des Palmes Académiques